# Wilhelm Harloff
Wilhelm Friedrich Georg Harloff (Duitsland, Malchin, 5 september 1828 – Noorwegen, Bergen 22 november 1911) was centraal persoon binnen de Noorse muziekwereld en zeker rondom Bergen.
Zijn opleiding begon echter in Duitsland bij de stadsmuzikant in Greifswalde. Verder was hij voornamelijk autodidact en leerde zichzelf onder andere hobo, viool en cello, maar trad ook op als kantor. In 1851 kwam Harloff vanuit Duitsland aan in Bergen met de Schwarzenbacherkapel. Hij bleef “plakken”. Hij werd daar cellist in de verre voorloper van het Bergen filharmoniske orkester. Voorts gaf hij privéles en schoolles aan wie dat maar wilde. Hij was cantor aan de Katedralskole in Bergen (1880). Daarnaast trad op als dirigent van allerlei muziekgezelschappen waaronder ook koren.
In 1853 huwde hij de Bergense Amalie Marie Schadeberg (1834-1898); zij kregen zeven kinderen. 
- Friedrich Johann (1854-1948)
- Hans Conrad Nicolay (1855-1926)
- Albert Henrick Theodor (1857-1924)
- Dorothea Marie (1858-?)
- Amalie Maria (1864-1900), zangeres
- Sophie Fredrikke (1865-1895)
- Wilhelm Fredrik Georg (1872-?)

Een aantal kinderen kwam ook in de muziekwereld terecht, zo trad Albert Harloff in de voetsporen van zijn vader door cellist te worden in het Bergense orkest. In 1902 hertrouwde Wilhelm met Anne Severine Jacobsen (1851-1932), maar dat huwelijk bleef kinderloos.
Op 3 juli 1860 opende Wilhelm Harloff een muziekwinkel met uitgeverij in Bergen. In aanvulling daarop start hij een concertagentschap en ook een muziekbibliotheek. De verzameling zou uitgroeien naar meer dan 10.000 stukken muziek. Na zijn dood werd de verzameling geschonken aan de bibliotheek van Bergen, die ook al een uitgebreide verzameling van Edvard Grieg in beheer had.
Composities
- 52 Norske National-Sange og Folkemelodier h.1–2 for fløyte eller fiolin solo, 1867;
- 4 Julesange for Børn, 1880-t;
- 10 Julesange for Børn, 1892;
- Nogle Julesange og andre religiøse Sange for Børn, 1887 (utg.).

Boekwerken
- Musikalsk Lommebog, indeholdende: en Forklaring over de i Tonekunsten brugelige fremmede Ord, Kunstudtryk og Forkortninger, saavelsom
- Musikundervisningens Begyndelsegrunde og det væsenligste af Theorien /fornemmelig efter P. Frank, 1867;
- Musikundervisningens begyndelsesgrunde samt forklaring over de almindeligste musikalske udtryk, 1890.